# 傅守正
傅守正（1944年9月—），男，陕西府谷人，中华人民共和国政治人物，曾任内蒙古自治区人民政府副主席，内蒙古自治区政协副主席。